# Абдукаримов, Исатай Абдукаримович
Исатай Абдукаримович Абдукаримов (каз. Исатай Әбдікәрімұлы Әбдікәрімов; 15 мая 1923, а. Озгент, Сырдарьинская область, Туркестанская АССР, РСФСР, СССР, — 7 апреля 2001, Алма-Ата, Казахстан) — советский казахский государственный и партийный деятель. Председатель Президиума Верховного Совета Казахской ССР (1978—1979). Первый секретарь Кзыл-Ординского обкома КП Казахстана (1972—1978). Герой Социалистического Труда (1971).

## Биография
Родился 15 мая 1923 в ауле Озгент Сырдарьинской области Туркестанской АССР РСФСР (ныне село в составе Жанакорганского района Кызылординской области Казахстана). Из семьи муллы. Происходит из рода ходжа. Казах. Образование среднее.
В 1941 году призван в Красную Армию. Участник Великой Отечественной войны в 1941—1945 годах. Воевал на Западном фронте. Был тяжело ранен, его семья получила ошибочную похоронку. В 1946 году демобилизован. Член ВКП(б)/КПСС в 1944—1991 годах.
В 1946—1952 годах работал в комсомольских, профсоюзных и партийных органах Кзыл-Ординской области. В 1952—1953 годах — первый секретарь Кзыл-Ординского областного комитета комсомола Казахстана. С 1953 года — секретарь Кзыл-Ординского облисполкома. В 1955—1962 годах — секретарь, затем первый секретарь Чинлийского районного комитета Коммунистической партии Казахстана. В 1962—1972 годах — первый секретарь Кармакчинского и Джалагашского райкомов Компартии Казахстана.
За время работы первым секретарём Джалагашского районного комитета Компартии Казахстана в Кзыл-Ординской области организовал трудящихся и партийную организацию района на выполнение и перевыполнение восьмого пятилетнего плана, подъём экономики совхозов района, на дальнейшее развитие сельского хозяйства, особенно рисосеяния. За годы восьмой пятилетки (1966—1970) в районе расширилась посевная площадь риса с 9,2 тысячи гектаров в 1966 году до 13,6 тысячи в 1970 году. Урожайность риса повысилась соответственно с 29,2 центнера до 42,4 с гектара. Производство и продажа риса государству увеличились за пять лет в два с половиной раза. Выполнен пятилетний план и по животноводству: выход крупного рогатого скота составил 105,9 % от плана, овец — 103,2 %. В 1970 году на каждые 100 овцематок получено по 106 ягнят. Значительно возросла сдача государству мяса.
За выдающиеся успехи, достигнутые в развитии сельскохозяйственного производства и выполнении пятилетнего плана продажи государству продуктов земледелия и животноводства Указом Президиума Верховного Совета СССР «О присвоении звания Героя социалистического Труда передовикам сельского хозяйства Казахской ССР» от 8 апреля 1971 года Абдукаримову Исатаю Абдукаримовичу присвоено звание Героя Социалистического Труда со вручением ордена Ленина и золотой медали «Серп и Молот».
С 1972 года — первый секретарь Кзыл-Ординского областного комитета Компартии Казахстана. С декабря 1978 года по декабрь 1979 года — председатель Президиума Верховного Совета Казахской ССР. С 1979 — заместитель председателя Президиума Верховного Совета Казахской ССР. С 1980 года — председатель Сырдарьинского райисполкома Кзыл-Ординской области Казахской ССР. С 1981 года — на пенсии.
Депутат Совета Национальностей Верховного Совета СССР 9—10 созывов (1974—1984) от Кзыл-Ординского избирательного округа № 139 Казахской ССР. Член Комиссии по транспорту и связи Совета Национальностей 9 созыва До 25 июня 1980 года являлся также Заместителем Председателя Президиума Верховного Совета СССР. Депутат Верховного Совета Казахской ССР. Член ЦК Компартии Казахстана.

## Память
Его именем названа средняя школа аула Кожакент Жанакорганского района Кызылординской области Казахстана, у школы установлен бюст Героя. Именем И. Абдукаримова также названы Кызылординский аграрно-технический колледж и улица в районном центре Шиели Кызылординской области.

## Награды
- Герой Социалистического Труда;
- Два ордена Ленина;
- Орден Октябрьской Революции;
- Орден Отечественной войны 2-й степени;
- Орден Знак Почёта;
- медали